# Bert Dhont
Bert Dhont (Waregem, 26 augustus 1973) is een Belgisch voormalig voetballer en voetbalcoach die speelde als verdediger.

## Carrière
Dhont speelde in de jeugd van KMSK Deinze en maakte in 1991 zijn debuut in de toenmalige vierde klasse. Hij wist met de club meteen twee jaar op rij promotie af te dwingen en speelde tot zijn transfer naar KSK Beveren in de tweede klasse. Hij maakte de overstap naar Beveren op het einde van het seizoen 1995/96 en Beveren was toen net gedegradeerd uit de eerste klasse. In het seizoen 1996/97 werden ze opnieuw kampioen in de tweede klasse en promoveerden direct terug naar de Eerste klasse. Hij speelde tot in 2000 voor Beveren in de eerste klasse.
In het seizoen 2000/01 ging hij spelen voor Germinal Beerschot, hij speelde drie seizoenen met Beerschot in de eerste klasse. Hij maakte in 2004 de overstap naar KV Mechelen waar hij in twee seizoenen tijd het tot aanvoerder zou schoppen, Mechelen was in 2003 teruggezet naar de derde klasse waar ze na twee seizoenen kampioen werden het seizoen daarna werden ze 13e in de tweede klasse. Het seizoen erop werden ze tweede wat goed genoeg was voor een terugkeer naar de eerste klasse. Hij verliet de club en promoveerde niet mee maar ging spelen voor KSV Oudenaarde in derde klasse. Hij speelde daarna nog kort voor WIK Eine in eerste provinciale.
In 2017 werd hij coach bij KSK Ronse waar hij bleef tot in 2019. Vanaf 2019 is hij coach bij KFC Sparta Petegem.

## Erelijst
- Tweede klasse: 1997
- Derde klasse: 1993, 2005
- Vierde klasse: 1992